# Heteropolypus ritteri
Heteropolypus ritteri (Synonym: Anthomastus ritteri) ist eine im östlichen Pazifik vor Kalifornien und Baja California lebende Oktokoralle. Sie wurde 1909 anhand einiger Exemplare, die aus 385 bis 1250 Metern Tiefe bei den Kanalinseln von Kalifornien gesammelt wurden, beschrieben. Das Artepitheton ehrt William E. Ritter von der University of California.

## Merkmale
Die Koralle hat einen Stamm und ein darauf sitzendes keulenförmiges Capitulum, das einen Durchmesser von 15 Zentimeter erreichen kann. Es sind Tierkolonien aus vielen Einzelpolypen. Einige wenige sind große Fresspolypen („Autozooiden“), die über das Capitulum herausragen und acht gefiederte Tentakeln tragen. Viel häufiger sind die winzigen tentakellosen Schlauchpolypen („Siphozooiden“), die das für die Stabilität der Koralle wichtige Ein- und Auspumpen des Wassers übernehmen. Die Autozooiden können sich vollständig in das Capitulum zurückziehen und hinterlassen dann Vertiefungen mit einem Durchmesser von 6 Millimetern. Der Rückzug erfolgt nach Störungen, sowie in einem endogenen Rhythmus von 16,8 bis 38,8 Stunden. Die Oberfläche des Capitulums und die Wände der Autozooiden sind durch nadelförmige Sklerite verstärkt. Zwischen den Siphozooiden sitzen zusätzlich sternförmige Sklerite.
Die Koralle ist im Allgemeinen rot gefärbt, die Autozooiden sind transparent oder leicht bläulich. Es gibt auch sehr helle, fast weiße und rosa Exemplare. In den Meerestiefen, in denen sie lebt, herrscht jedoch völlige Dunkelheit.

## Ernährung
Die Ausscheidungen von Heteropolypus ritteri enthalten Sand und Sedimente. Deshalb wird vermutet, dass sie sich von aufgewirbelten organischen Partikeln ernährt. Einige mithilfe von ROVs gesammelte Exemplare von Heteropolypus ritteri werden im Monterey Bay Aquarium in offenen Aquarien, die Verbindung zum Meer haben, gehalten und mit zerhacktem Krill gefüttert. Deshalb vermutet man, dass sie auch Zooplankton fressen.

## Fortpflanzung
Im Unterschied zu im Flachwasser lebenden Korallen, die abhängig vom Zyklus der Mondphasen oder von der Wassertemperatur laichen, setzt Heteropolypus ritteri fortwährend Planula-Larven frei, die zuvor in den Siphozooiden erbrütet wurden. Große Kolonien können mehr als 4000 Larven hervorbringen. Die Larven machen eine planktonische Phase von zwei bis über hundert Tagen Dauer durch und setzen sich anschließend fest. Das Wachstum ist zunächst sehr gering und steigert sich stark, wenn nach 1 bis 2 Jahren die ersten drei bis vier Autozooiden gebildet wurden. Mit zunehmender Größe verlangsamt sich das Wachstum wieder. Wahrscheinlich wird Anthomastus ritteri etwa 25 bis 30 Jahre alt, viel älter als die meisten im Flachwasser lebenden Oktokorallen.